# Multicast
Multicast er en teknik der benyttes i forbindelse med Internet og bruges til at udsende samme information til mange modtagere simultant, for eksempel i forbindelse med net-radio/tv.
Teknikken bygger på at den afsendende part sender samme pakke med flere modtager IP-adresser som modtager, og den egentlige fordeling sker under routningen i knudepunkterne på vej mod modtagerne.
Dette er belejligt til mange streamingaktiviteter, men blokeres ofte i Internetknudepunkter, fordi det bedre kan betale sige kun at tillade punkt-til-punkt trafik (mere trafik=flere penge) – ikke særligt trafik-rationelt, men valgt ud fra et økonomisk suboptimerings-rationale.
Multicast IPv4-adresserummet er 224.0.0.0 – 239.255.255.255